# Бромат кобальта(II)
Бромат кобальта(II) — неорганическое соединение,
соль кобальта и бромноватой кислоты с формулой Co(BrO3)2,
растворяется в воде,
образует кристаллогидраты — красные кристаллы.

## Физические свойства
Бромат кобальта(II) образует кристаллы.
Хорошо растворяется в воде.
Образует кристаллогидрат состава Co(BrO3)2•6H2O — красные кристаллы,
кубическая сингония,
пространственная группа P a3,
параметры ячейки a = 1,03505 нм, Z = 4 .